# Phreatogammarus helmsi
Phreatogammarus helmsi är en kräftdjursart som beskrevs av Charles Chilton 1918. Phreatogammarus helmsi ingår i släktet Phreatogammarus och familjen Phreatogammaridae. Inga underarter finns listade i Catalogue of Life.